# Tiefer inferiorer epigastrischer Perforatorlappen
Der tiefe inferiore epigastrische Perforatorlappen ist ein Gewebelappen, der in der plastischen Chirurgie typischerweise für die Rekonstruktion der weiblichen Brust verwendet wird. Auch in der deutschsprachigen Literatur ist als alternative Bezeichnung DIEP-Flap (engl. Deep Inferior Epigastric Perforator) geläufig. Erstbeschrieben wurde diese Rekonstruktionstechnik 1989 von Koshima und Soeda.
Bei dieser Methode dient Gewebe aus dem Unterbauchbereich, bestehend aus Haut und Unterhautfett, als Spender für die Brustrekonstruktion. Im Gegensatz zum TRAM-Flap wird beim Heben des DIEP kein Bauchmuskelgewebe in das Transplantat integriert. Es werden Blutgefäße präpariert, die von den tiefen epigastrischen Gefäßen (Vasa epigastricae profundae) ausgehen und den geraden Bauchmuskel perforieren.
Bei der Lappentransplantation wird Haut- und Unterhautfettgewebe aus dem Unterbauch entnommen. Die Blutgefäße des Transplantats werden mikrochirurgisch an Blutgefäße im Brustbereich (Arteria und Vena thoracica bzw. mammaria interna) angeschlossen. Damit wird die Durchblutung des Eigengewebes sichergestellt. Aus dem transplantierten Gewebe wird eine natürliche Brustform modelliert.
Nach abgeschlossener Heilung kann in weiteren Schritten die plastische Rekonstruktion von Brustwarze (z. B. star-flap) und Warzenhof (durch Vollhauttransplantation z. B. aus den Oberlidern Blepharoplastik) erfolgen. Die Rekonstruktion der Brust mit Eigengewebe ermöglicht ein kosmetisch optimales Ergebnis. Patientinnen wird die Implantation von Silikonprothesen erspart, die nach ca. 10 bis 15 Jahren ausgetauscht werden müssen. Aufgrund der anspruchsvollen chirurgischen Technik wird diese Methode trotz ihrer Vorteile nur von wenigen darin ausgebildeten plastischen Chirurgen durchgeführt.